# Австрийский жестовый язык
Австрийский жестовый язык (Austrian Sign Language; нем. Österreichische Gebärdensprache, ÖGS) — жестовый язык, который распространён среди глухих, проживающих в Австрии.
Австрийский жестовый язык частично взаимопонятен с французским жестовым языком и связан с русским жестовым языком. Диалекты взрослых и детей различаются. Используется также дактильная азбука и неавтоматизированный алфавит для правописания. Язык появился в 1870 году, а в 2005 году признан парламентом.